# Tulovići (Foča-Ustikolina, BiH)
Tulovići su naseljeno mjesto u općini Foči-Ustikolini, Federacija Bosne i Hercegovine, BiH. Istočno je Ustikolina i rijeka Drina, južno je rječica Kolina.
Godine 1950. pripojeno je naselju Ustikolini.